# Equinor

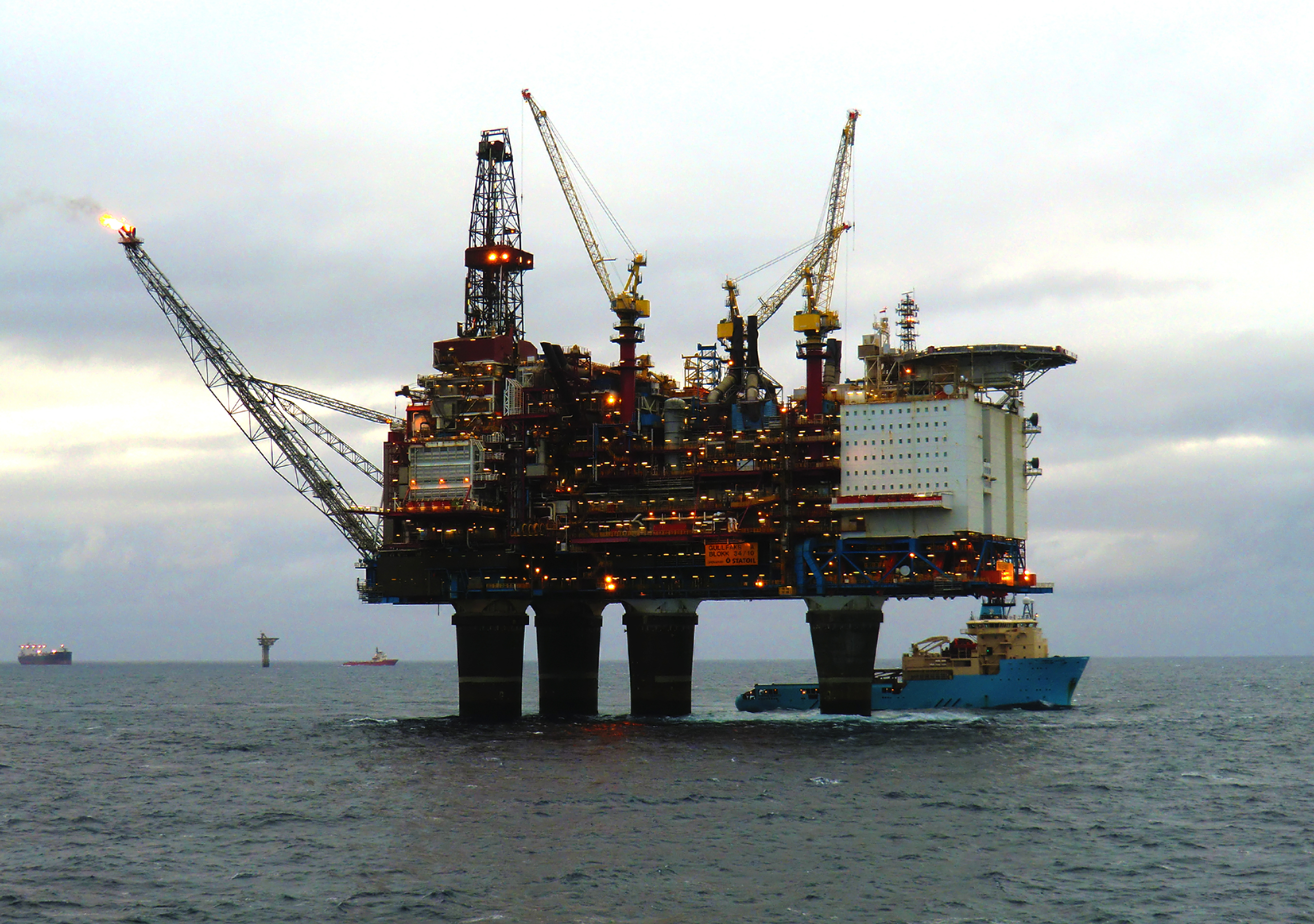
Gullfaks Alpha platform

Equinor ASA is een Noors energiebedrijf. Energie wordt gewonnen uit olie, gas en wind. Forbes plaatste in 2020 het bedrijf op #165 in de Global 2000, de 2000 grootste bedrijven ter wereld gemeten naar omzet, winst, activa en marktkapitalisatie. Tot 2018 heette het bedrijf Statoil.

## Activiteiten
Equinor is veruit de grootste Noorse olie- en gasproducent. Het haalt ruim twee miljoen vaten olie-equivalent (vpd) naar boven. De reserves waren per eind 2023 ruim vijf miljard vaten waardoor het bedrijf het productieniveau nog zo'n zeven jaar kan volhouden. Er werken zo'n 25.000 mensen bij het bedrijf, waarvan het aandeel buiten Noorwegen zeer beperkt is.
De twee belangrijkste bedrijfsonderdelen zijn het zoeken naar en winnen van olie en aardgas in Noorwegen en internationaal. Equinor wint in 13 landen olie en gas, maar Noorwegen is met een aandeel van twee derde het totaal het prominentste wingebied. De twee grootste velden gemeten naar productie zijn Johan Sverdrup en Troll. Het bedrijfsonderdeel raffinage en verkoop houdt zich bezig met raffinage, de verkoop van olie, olieproducten en gas, de terminals en pijplijnen. In Mongstad, in de provincie Vestland, staat de grootste van de drie raffinaderij van Equinor. Onder de overige activiteiten vallen de herwinbare energie activiteiten waaronder windmolens, zonne-energie en de opslag van koolstofdioxide.
De aandelen staan genoteerd aan de Euronext Oslo Børs. Het is veruit de grootste bedrijf genoteerd op deze beurs gemeten naar de marktkapitalisatie en het aandeel maakt ook deel uit van de OBX Index. De Noorse staat is met een belang van 67% de grootste aandeelhouder.
| Jaar | Omzet           | Bedrijfs-resultaat | Netto-resultaat | Productie (×1000 vpd) | Reserves (× miljoen vaten o.e.) | Werknemers |
| Jaar | (× US$ miljoen) | (× US$ miljoen)    | (× US$ miljoen) | Productie (×1000 vpd) | Reserves (× miljoen vaten o.e.) | Werknemers |
| ---- | --------------- | ------------------ | --------------- | --------------------- | ------------------------------- | ---------- |
| 2010 |                 |                    |                 | 1888                  | 5325                            | 30.344     |
| 2015 | 59.642          | 1366               | −5169           | 1971                  | 5060                            |            |
| 2016 | 45.873          | 80                 | −2902           | 1978                  | 5013                            |            |
| 2017 | 61.187          | 13.771             | 4598            | 2080                  | 5367                            | 20.245     |
| 2018 | 79.593          | 20.137             | 7538            | 2111                  | 6175                            | 20.525     |
| 2019 | 64.357          | 9299               | 1851            | 2074                  | 6004                            | 21.412     |
| 2020 | 45.818          | −3423              | −5496           | 2070                  | 5260                            | 21.245     |
| 2021 | 90.924          | 33.663             | 8576            | 2079                  | 5356                            | 21.126     |
| 2022 | 150.806         | 78.811             | 28.744          | 2039                  | 5191                            | 21.936     |
| 2023 | 107.174         | 35.770             | 11.904          | 2082                  | 5214                            |            |
| 2024 | 103.774         | 30.927             | 8829            | 2067                  | 5571                            | 25.155     |

## Geschiedenis
Tegen het eind van de jaren vijftig kwam er enige belangstelling om voor de kust van Noorwegen naar olie te zoeken toe. De staat bereidde zich voor en in oktober 1962 kwam het Amerikaanse bedrijf Phillips Petroleum met de eerste aanvraag. Eind 1969 toonde Phillips een grote hoeveelheid winbare olie aan in het Ekofisk veld, wat later een van de grootste offshore olievelden is gebleken.
Op 18 september 1972 werd Den Norske Stats Oljeselskap AS opgericht na een besluit van het Noorse parlement. Alle aandelen waren in handen van de Noorse staat. Het kreeg als taak de commerciële ontwikkeling van de olie- en gasindustrie in het land. De activiteiten waren primair gericht op de exploratie, ontwikkeling en productie van olie en gas op het Noorse continentaal plat (NCS). Het Statfjord-veld werd in 1974 ontdekt en in 1979 startte de productie. In dit veld heeft het bedrijf nog steeds een belang van 44% in 2020. In 1981 was Den Norske Stats Oljeselskap de eerste Noorse operator van een veld in de Noordzee, het Gullfaks-veld.
Er volgden jaren van aanzienlijke groei door de ontwikkeling van velden zoals Statfjord, Gullfaks, Oseberg en Troll. Het bedrijf werd een belangrijke speler in de Europese gasmarkt met verkoopcontracten en voor de ontwikkeling en exploitatie van gaspijplijnen en terminals. In 2001 kreeg het bedrijf een nieuwe naam, Statoil, en de aandelen kregen een notering aan de beurzen van Oslo en New York. De Noorse staat bleef grootaandeelhouder met een meerderheidsbelang van 67%. De introductieprijs was NOK 69 per aandeel en het bedrijf had een beurswaarde van zo'n NOK 151 miljard (ruim US$ 16 miljard).
Op 1 oktober 2007 ging het een fusie aan met de olie- en gasdivisie van Norsk Hydro. Vlak voor de fusie was Statoil operator van 29 olie- en gasvelden voor de kust van Noorwegen, Norsk Hydro was veel actiever internationaal. Tezamen hielden de twee een productie van 1,9 miljoen vaten per dag en reserves ter grootte van 6,3 miljard vaten olie-equivalent. Na de transactie had Norsk Hydro een aandelenbelang van 32,7% in de nieuwe combinatie. In 2007 kwam het grote Ormen lange gasveld in productie, maar er werden ook activiteiten ontplooit in, onder andere, Algerije, Angola, Azerbeidzjan, Brazilië, Nigeria, het Verenigd Koninkrijk en de Amerikaanse Golf van Mexico.
In april 2011 kwam het Peregrinoveld voor de kust van Brazilië in productie en dit is daarmee het grootste olieveld buiten Noorwegen waarbij Equinor is betrokken. Aanvankelijk was Anadarko Petroleum de uitvoerende partner en had Norsk Hydro belang van 50%. Op 4 maart 2008 nam Statoil het belang van Anadarko over voor US$ 1,8 miljard. Twee jaar later verkocht Statoil een belang van 40% voor US$ 3,1 miljard aan de Chinese Sinochem Group. Het veld bevat 400 miljoen vaten aan winbare olie. Sinds de start van de productie tot eind 2019 is reeds 40% uit de bodem gehaald en in 2020 lag de gemiddelde productie op zo'n 75.000 vaten per dag.
In 2018 werd de naam gewijzigd van Statoil ASA in Equinor ASA. De naamswijziging werd doorgevoerd omdat het bedrijf meerdere soorten producten aanbiedt naast energie uit fossiele brandstoffen en omdat het jonge werknemers wil aantrekken die zich zorgen maken om klimaatverandering. De naam is enerzijds een verwijzing naar woorden als equal om gelijkheid en balans uit te drukken en anderzijds om aan te geven dat het een Noors bedrijf is.
Op 5 oktober 2019 kwam het Johan Sverdrup-veld in productie. Het is een van de grootste olievondsten in de Noordzee en het veld kan in potentie een kwart van de totale Noorse olieproductie vertegenwoordigen. In het veld zit 2,7 miljard vaten olie en er wordt een piekproductie verwacht van zo'n 690.000 vaten per dag omstreeks 2024. Equinor heeft een belang van 42,6% in dit veld.
AB Inbev ·
ADP ·
Adyen ·
Ahold Delhaize ·
AIB ·
Air Liquide ·
Airbus ·
Aker BP ·
AkzoNobel ·
Alstom ·
ArcelorMittal ·
Argenx ·
ASMI ·
ASML ·
AXA ·
Bank of Ireland ·
BioMérieux ·
BNP Paribas ·
Bouygues ·
Bureau Veritas ·
Campari ·
Capgemini ·
Carrefour ·
Crédit Agricole ·
D'Ieteren ·
Danone ·
Dassault Systèmes ·
DNB ·
DSM-Firmenich ·
Edenred ·
EDP ·
Eiffage ·
Enel ·
ENGIE ·
Eni ·
Equinor ·
EssilorLuxottica ·
Eurofins Scientific ·
Ferrari ·
Galp Energia ·
GBL ·
Generali ·
Heineken ·
ING ·
Intesa Sanpaolo ·
INWIT ·
Ipsen ·
J. Martins ·
KBC ·
Kering ·
Kerry ·
Kingspan ·
KPN ·
Legrand ·
Mediobanca ·
Michelin ·
Moncler ·
Mowi ·
NN Group ·
Norsk Hydro ·
Orange ·
Pernod Ricard ·
Philips ·
Pluxee ·
Poste Italiane ·
Prosus ·
Prysmian ·
Publicis ·
Randstad ·
Recordati ·
Renault ·
Ryanair ·
Safran ·
Saint-Gobain ·
Sanofi ·
Schneider Electric ·
Shell ·
Smurfit Kappa ·
Snam ·
Société Générale ·
Sodexo ·
Solvay ·
Stellantis ·
STMicroelectronics ·
Syensqo ·
Telenor ·
Teleperformance ·
Tenaris ·
Terna ·
Thales ·
TotalEnergies ·
UCB ·
UMG ·
UniCredit ·
Veolia Environnement ·
VINCI ·
Vivendi ·
Wolters Kluwer ·
Worldline ·
Yara